# Paride Grassi
Paride Grassi o Paris de Grassis (Bolonia, c. 1455 - Roma, 10 de junio de 1528) fue un curial y liturgista italiano, maestro de ceremonias de los papas Julio II y León X y obispo de Pésaro. 

## Biografía

### Familia
Nacido en el seno de una familia de la aristocracia boloñesa, fue hijo de Baldassare Grassi, que ejercía en la ciudad como notario, y de Orsina Bucchi.  Tuvo tres hermanos: Agamennone, que fue podestà de Foligno, senador de Bolonia y gonfaloniero de justicia; Achille, obispo, nuncio y cardenal, y Margherita, casada en la nobleza de Bolonia.

### Establecido en Roma
Canónigo de San Petronio y después de la catedral de Bolonia, cerca del año 1473 marchó a Roma, donde con el favor de su hermano Achille y de su tío Antonio, obispo de Tívoli, entró a  formar parte de la familia pontificia de Inocencio VIII.  En tiempos de Alejandro VI ejerció como gobernador de Orvieto en nombre de César Borgia.  
Doctorado in utroque iure, fue también canónigo de la iglesia de San Lorenzo in Damaso.

### Maestro de ceremonias

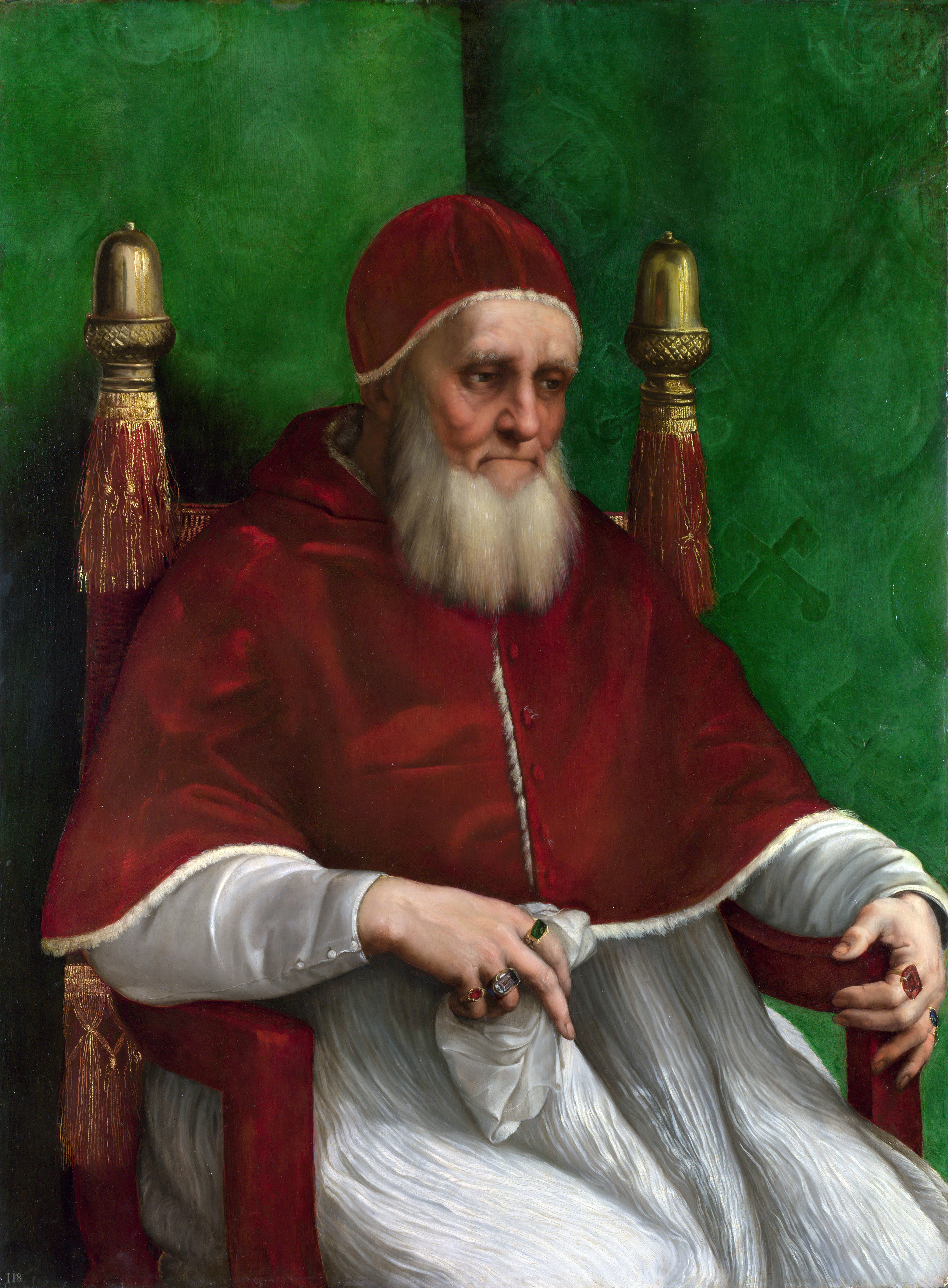
Julio II.

Ya durante el pontificado de Julio II, en mayo de 1504 fue nombrado clérigo de ceremonias por renuncia en su favor de Bernardino Gutiérrez y con el apoyo de los cardenales Raffaele Riario y Pietro Isvalies.  Su relación con el ceremoniero principal Johannes Burchard no fue buena: opuesto a su nombramiento y celoso por preservar su jerarquía, Burchard se negó a transmitirle sus conocimientos durante los dos años que convivieron en el oficio.
Tras la muerte de Burchard en 1506, Grassi quedó como prefecto de los maestros de ceremonias, en cuya condición se mantuvo durante los quince años siguientes.  En 1509 Julio II le hizo arcipreste de la iglesia de San Celso y de la de Cervia, y tras la muerte del papa, su sucesor León X le nombró en 1513 obispo de Pésaro y abad de Santa María de Fabalo, aunque siguió residiendo en la corte papal en su calidad de ceremoniero y prelado doméstico.  
Algunos autores lo mencionan también como obispo de Città di Castello, en lo que parece ser un error al haberlo confundido con su hermano.

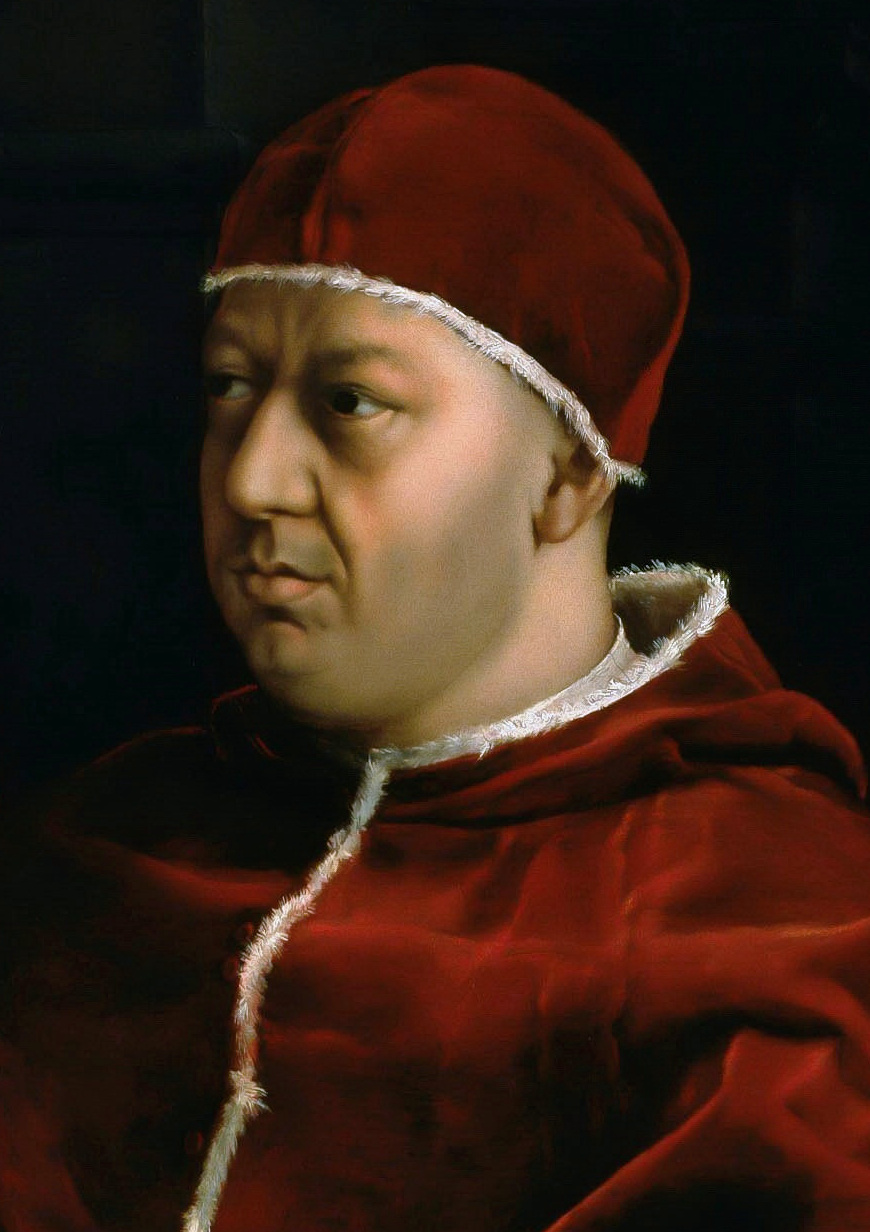
León X.

Tras la muerte de León X en 1521, las noticias sobre Grassi son escasas.  Se supone que tras dejar el oficio de maestro de ceremonias a Biagio da Cesena se retiró.  
Muerto en Roma en 1528, fue sepultado en la Basílica de San Pedro.

## Obras

### El diario
Al igual que hizo su antecesor Burchard, Grassi llevó un diario en el que fue anotando minuciosamente todo lo acontecido en la corte pontificia desde su ingreso como maestro de ceremonias el 12 de mayo de 1504 hasta la muerte de León X el 9 de diciembre de 1521.  
El diario no fue concebido como una obra para su publicación, sino como un registro particular de los detalles de etiqueta en las ceremonias religiosas, consistorios, procesiones, audiencias y viajes, que pudiera servir como referencia en su oficio, a Grassi y a sus colaboradores y sucesores, pero la imparcialidad y detalle de sus noticias hicieron que posteriormente se considerase una «fuente preciosa e inagotable de noticias sobre la vida pontificia»   y un «precioso trabajo de referencia para el historiador».
El diario se conserva manuscrito en varias copias dispersas por varias bibliotecas, especialmente en la Vaticana, en la Nacional de Austria y en la de París.  
Nunca llegó a editarse en su totalidad, aunque se publicaron algunos extractos, como fue el caso de 
la campaña militar de Julio II contra Perugia y Bolonia en 1506 y Ferrara en 1510,
el cónclave de 1513,
el pontificado (abreviado) de León X, 
la visita de este mismo papa a Florencia en 1515, 
su entrevista con Francisco I de Francia en Bolonia ese mismo año 
o las ceremonias del Concilio de Letrán V.  
También fue ampliamente usado como fuente para la redacción de los Anales Eclesiásticos del periodo de los dos papas a los que Grassi sirvió.

### Libros litúrgicos
Dejó escritas también varias obras sobre liturgia, algunas de las cuales se publicaron tras su muerte:
- Tractatus de ordine quo papa equitat ad aliquem Ecclesiam religionis gratia;
- De creatione cardinalium;
- Caeremonalium regularum supplementum et additiones;
- Tractatulus de consecratione electorum in episcopos;
- Ordo romanus, incluido por Edmond Martène en el Tractatus de antiqua Ecclesiae disciplina in divinis celebrandis officiis (Lyon, 1706);[X]
- Tractatus de funeribus et exequiis in Romana Curia peragendis;
- De caeremoniis papalibus;
- De caeremoniis cardinalium et episcoporum in eorum dioecesibus.[XI]

### Ediciones
1. ↑  Frati, Luigi, ed. (1886). Le due spedizioni militari di Giulio II. Bolonia.
2. ↑  Gattico, Giovanni Battista, ed. (1753). Acta Selecta Caeremonialia Sanctae Romanae Ecclesiae (en latín) I. Roma. pp. 310-318.
3. ↑  Hoffmann, Christian Gottfried, ed. (1731). Nova scriptorum ac monumentorum collectio I. Leipzig. pp. 361 y ss.
4. ↑  Delicati, Pio; Armellini, Mariano, ed. (1884). Il diario di Leone X. Roma.
5. ↑  Moreni, Domenico, ed. (1793). De ingressu summi pont. Leonis X Florentiam descriptio. Florencia.
6. ↑  Bishop, Edmund, ed. (1918). Liturgica historica: papers on the liturgy and religious life of the Western church (en inglés). Oxford. pp. 434-443.
7. ↑  Dykmans, Marc, ed. (1982). «Le cinquième concile du Latran d'après le diaire de Paris de Grassi». Annuarium Historiae Conciliorum (en francés) 14: 271-369.
8. ↑  Raynaldi, Odorico, ed. (1877). Annales ecclesiastici (1481-1512) (en latín) XXX. París.
9. ↑  Raynaldi, Odorico, ed. (1877). Annales ecclesiastici (1513-1526) (en latín) XXXI. París.
10. ↑  Martène, Edmond, ed. (1706). Tractatus de antiqua Ecclesiae disciplina in divinis celebrandis officiis. Lyon. pp. 595 y ss.
11. ↑  De caeremoniis cardinalium et episcoporum in eorum dioecesibus. Roma. 1580.